# لیزا سینگ
لیزا ماریا سینگ (زاده ۲۰ فوریه ۱۹۷۲) یک سیاستمدار سابق استرالیایی است. او از سال ۲۰۱۱ تا ۲۰۱۹ سناتور تاسمانی بود. او قبلاً عضو مجلس مجلس تاسمانی بود و از سال ۲۰۰۶ تا ۲۰۱۰ نماینده بخش دنیسون بود. سینگ، نوه یک عضو هندو-فیجیایی پارلمان فیجی، اولین زن پارلمان فدرال استرالیا با تبار هندی بود.
پس از ترک سیاست، او به عنوان رئیس حمایت از دولت برای بنیاد آزادانه راه بروید کار کرد. او در حال حاضر مدیر عامل مؤسسه هند استرالیا، مرکز دانشگاه ملبورن است که به ترویج حمایت و درک روابط دوجانبه اختصاص دارد. او همچنین معاون سابق رئیس شورای استرالیا هند است. او همچنین عضو شورای مشورتی آسیالینک دانشگاه ملبورن است.